# Holothuria macroperona
Holothuria macroperona is een zeekomkommer uit de familie Holothuriidae.
De wetenschappelijke naam van de soort werd in 1938 gepubliceerd door Hubert Lyman Clark.